# KXXV-TV
KXXV-TV, no canal 25, é a afiliada da rede de televisão ABC em Waco, Texas, nos Estados Unidos.